# Jardin des serres d'Auteuil
Jardin des serres d'Auteuil (Skleníková zahrada v Auteuil) je botanická zahrada v Paříži, která se nachází v Bois de Boulogne. Zahradní skleníky tvoří jednu ze čtyř částí Botanické zahrady města Paříže. Plocha zahrady činí 60.500 m2.

## Historie
V roce 1761 Ludvík XV. zde nechal vystavět zahradu ozdobenou skleníky a záhony květin. Hlavní architekt parků a sadů města Paříže Jean-Camille Formigé (1845–1926) byl pověřen vybudovat místo pro zahradnickou výsadbu. Výstavba skleníků probíhala v letech 1895–1898. Opěrné zdi teras jsou zdobeny 14 pozinkovanými maskami, jejichž tvůrcem je Auguste Rodin. V roce 1968 při výstavbě městského obchvatu byla zrušena třetina rozlohy a Zahradnické centrum města Paříže bylo přeloženo do předměstí Rungis a Fresnes. V roce 1998 se zahrada stala součástí Botanické zahrady města Paříže.

Jardin des serres d'Auteuil, Paris.